# Väster-Järnåstjärnen
Väster-Järnåstjärnen är en sjö i Sundsvalls kommun i Medelpad och ingår i Ljungan-Gnarpsåns kustområde. Sjön har en area på 0,134 kvadratkilometer och ligger 227,2 meter över havet. Sjön avvattnas av vattendraget Dammbäcken.

## Delavrinningsområde
Väster-Järnåstjärnen ingår i det delavrinningsområde (689580-157741) som SMHI kallar för Utloppet av Västra Järnåstjärnen. Medelhöjden är 236 meter över havet och ytan är 0,81 kvadratkilometer. Det finns inga avrinningsområden uppströms utan avrinningsområdet är högsta punkten. Dammbäcken som avvattnar avrinningsområdet har biflödesordning 2, vilket innebär att vattnet flödar genom totalt 2 vattendrag innan det når havet efter 13 kilometer. Avrinningsområdet består mestadels av skog (84 procent). Avrinningsområdet har 0,13 kvadratkilometer vattenytor vilket ger det en sjöprocent på 16,5 procent.